# Gouvernement de toute la Palestine
1948–1959
Entités précédentes :
- Palestine mandataire

Entités suivantes :
- Occupation de la bande de Gaza par l'Égypte (République arabe unie)

Le Gouvernement de toute la Palestine (également dénommé Gouvernement pan-palestinien) est le nom donné au gouvernement fondé par les leaders arabes palestiniens au cours de la première guerre israélo-arabe dans le but d'empêcher politiquement le partage de la Palestine entre Israël et la Jordanie. Le plan échouera et le gouvernement, sans réelle prérogative, sera dissous en 1959,.

## Contexte

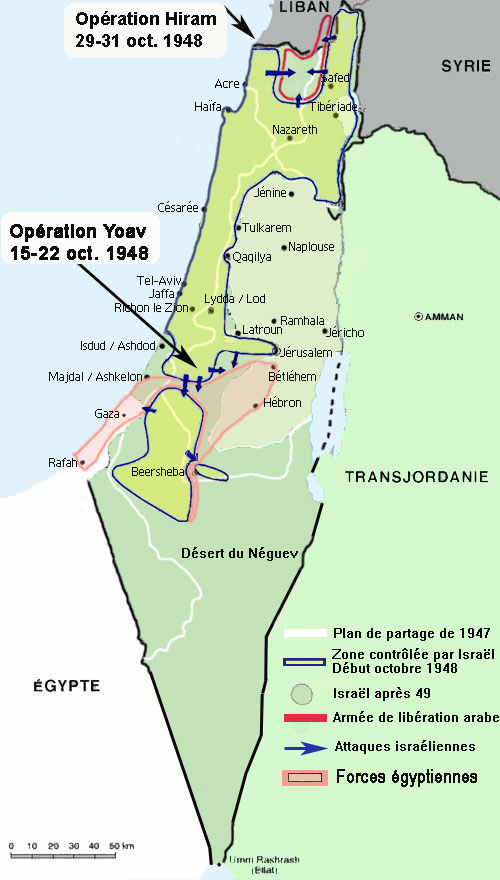
Carte des positions militaires fin septembre 1948.

Le Plan de partage de la Palestine voté le 29 novembre 1947 par l'Assemblée générale de l'ONU prévoit la création d'un État juif, d'un État arabe et de faire de Jérusalem une ville internationale. Le Plan est rejeté par les arabes palestiniens soutenus par la Ligue arabe. La guerre civile éclate dans le pays le lendemain du vote mais les Arabes palestiniens sont défaits. Le 15 mai 1948, dernier jour du mandat britannique, l'Agence juive proclame l'indépendance d'Israël mais aucun État arabe n'est proclamé.
Les armées égyptiennes, syriennes, jordaniennes et irakiennes interviennent. Dans les mois qui suivent, les Jordaniens et leurs alliés irakiens prennent le contrôle de la Cisjordanie et de Jérusalem-Est. Les Israéliens tiennent l'essentiel du territoire qui leur a été attribué par le Plan de partage et ont pris le contrôle de Jérusalem-Ouest. Les Égyptiens sont montés jusqu'à Isdud (ville en territoire arabe selon le Plan, aujourd'hui Ashdod) et ont établi leur quartier général à Gaza.
En juin, l'ONU a nommé un médiateur, le comte Folke Bernadotte. A l'instigation des Britanniques, il propose début septembre un nouveau plan de partage, conservant la création d'Israël mais prévoyant l'annexion de l'État arabe par la Jordanie et l'échange entre Israël et la Jordanie de la Galilée et du Néguev.

## Création du «Gouvernement de toute la Palestine»
Les leaders arabes palestiniens sont opposés à l'annexion jordanienne et les États de la Ligue arabe ne sont pas favorables à voir le territoire jordanien grandir de la sorte.
Le 23 septembre, un congrès palestinien se réunit à Gaza sous l'égide de l'Égypte pour proclamer un État palestinien. Les leaders palestiniens ont obtenu le soutien de la Ligue arabe pour autant qu'ils n'élisent pas Mohammed Amin al-Husseini comme chef du gouvernement. Le gouvernement sera présidé par Ahmad Hilmi Pacha, un ancien banquier réputé pour sa modération et qui vient d'être nommé gouverneur de Jérusalem par Abdallah de Jordanie. Abdallah fait savoir son opposition au plan et qu'il ne reconnaîtra pas ce gouvernement.
Le congrès proclame l'indépendance de la Palestine et la formation d'un gouvernement de toute la Palestine avec l'approbation de la Ligue arabe. Hajj Amin al-Husseini préside la séance mais il ne fait pas partie du gouvernement qui comprend en plus d'Hilmi Pacha, Jamal al-Husseini (également Secrétaire du Haut Comité arabe) aux Affaires étrangères, Awni Abd al-Hadi aux Affaires sociales et Mikhail Abkarius (un chrétien) aux Finances. 
Le 30 septembre, une assemblée constituante composée de 83 membres du Haut Comité arabe, des comités nationaux, des chambres de commerces et des municipalités se réunit à Gaza et investit le nouveau gouvernement et élit Amin al-Husseini comme président bien que les Égyptiens lui aient interdit l'entrée à Gaza. Il est également décidé de rétablir la milice palestinienne Jaysh al-Jihad al-Muqaddas que les Jordaniens ont démobilisée et désarmée quand ils sont entrés en Palestine, afin qu'elle redevienne l'instrument de libération de toute la Palestine. Dans la pratique, le gouvernement n'aura que très peu de moyens et ne sera actif que dans les zones sous contrôle égyptien.
La Jordanie s'oppose à ce gouvernement. Elle convoque le 2 octobre à Amman un congrès palestinien qui rejette la légitimité du « gouvernement de toute la Palestine » et elle fait désarmer tous ses membres dans les territoires qu'elle contrôle. Ce dernier est reconnu par l'Égypte et l'Irak le 12 octobre, par la Syrie et le Liban le 13, par l'Arabie saoudite le 15 et par le Yémen le 16. La Grande-Bretagne fait pression pour empêcher cette reconnaissance et les États-unis déclarent que la création d'un gouvernement de « toute la Palestine » ne favorise pas une solution au conflit israélo-palestinien, en particulier au vu du rôle qu'y joue le grand mufti de Jérusalem.

## Épilogue
Dans les mois qui suivent les Israéliens lancent plusieurs offensives et prennent la Galilée, rendant caduc le Plan Bernadotte, puis repoussent les Égyptiens autour de la Bande de Gaza. Les autorités égyptiennes forcent les Ministres à se réfugier au Caire. Une fois la guerre terminée, les Jordaniens de leur côté annexent la Cisjordanie et Jérusalem-Est. 
Le gouvernement de toute la Palestine voir sa juridiction réduite à la bande de Gaza qui elle-même est en réalité placée sous administration militaire égyptienne. Il ne jouera qu'un rôle avant politique et symbolique et n'obtiendra aucune reconnaissance internationale en dehors de la Ligue arabe.
Les années qui suivent, les membres du gouvernement tentent un rapprochement avec Abdallah et se déclarent prêts à lui transmettre la souveraineté de la Palestine pour autant qu'il promette de la libérer des Israéliens. Finalement, ils abandonnent leur fonction, certains entrant dans l'administration jordanienne.
L'institution sera abolie en 1959 par la président égyptien Gamal Abdel Nasser dans le contexte de la fondation de la République arabe unie.